# Majaa
Majaa est un film tamoul réalisé par Shafi et sorti en 2005. Les musiques et chansons ont été composées par Vidyasagar.

## Synopsis
Govindan (Manivannan) est un voleur qui a deux enfants. Aadhi (Pasupathy) et Mathi (Vikram). Aadhi et Madhi, décide d'arrêter de voler et de mener une vie difficile avec leur père...

## Distribution
- Vikram : Mathi
- Pasupathy : Aathi
- Manivannan : Govindan
- Asin Thottumkal : Seetha Lakshmi